# Pucarani (gemeente)
Pucarani is een gemeente (municipio) in de Boliviaanse provincie Los Andes in het departement La Paz. De gemeente telt naar schatting 29.593 inwoners (2018). De hoofdplaats is Pucarani.